# Orphulella
Orphulella es un género de saltamontes perteneciente a la subfamilia Gomphocerinae de la familia Acrididae, y está asignado a la tribu Orphulellini. Se distribuye en América, desde Estados Unidos hasta Argentina, incluyendo el Caribe.

## Especies

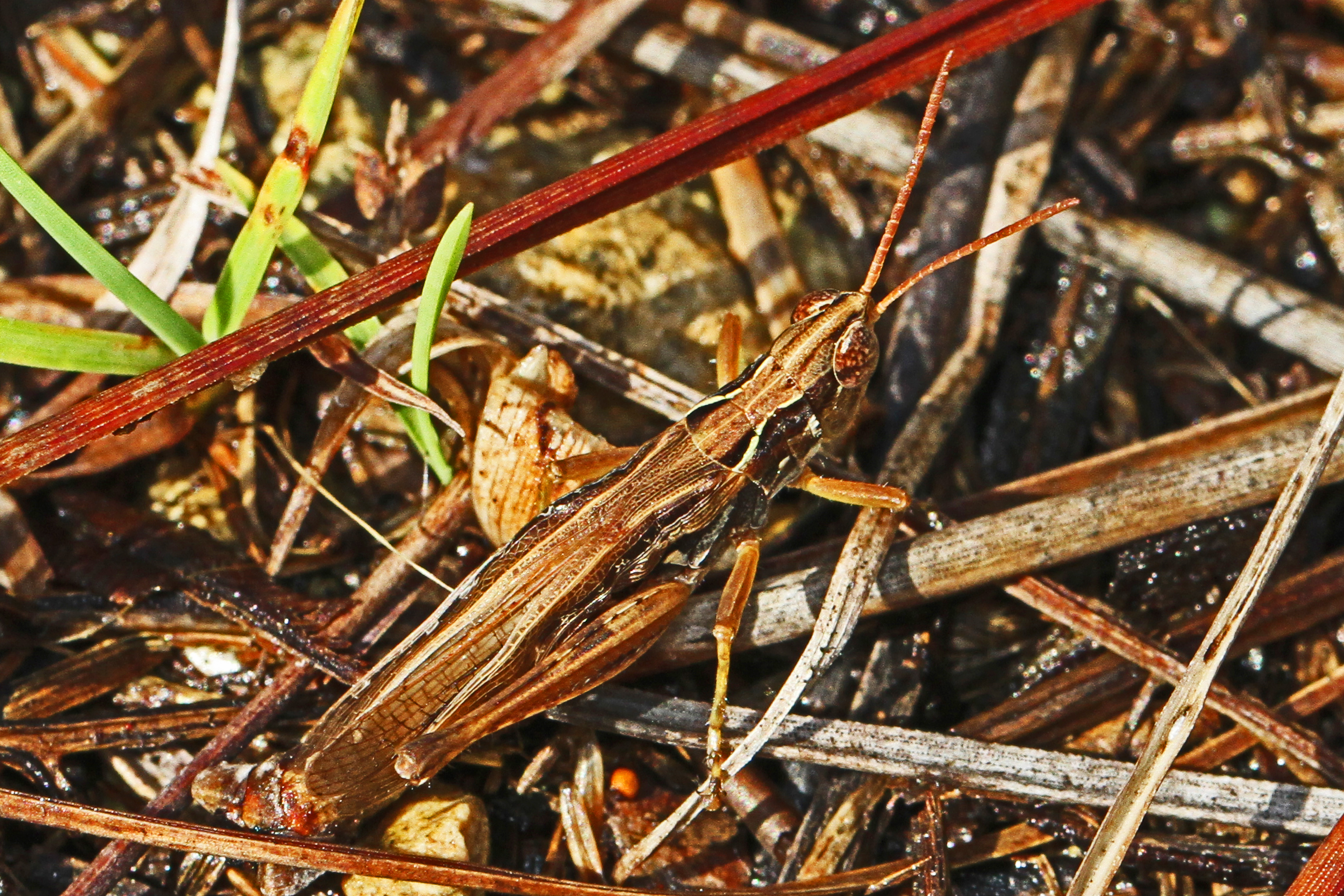
Orphulella pelidna

Las siguientes especies pertenecen al género Orphulella:
- Orphulella abbreviata (Scudder, 1869)
- Orphulella aculeata Rehn, 1900
- Orphulella brachyptera Rehn & Hebard, 1938
- Orphulella chumpi Cigliano, Pocco & Lange, 2011
- Orphulella concinnula (Walker, 1870)
- Orphulella decisa (Walker, 1870)
- Orphulella elongata Bruner, 1911
- Orphulella fluvialis Otte, 1979
- Orphulella gemma Otte, 1979
- Orphulella losamatensis Caudell, 1909
- Orphulella nesicos Otte, 1979
- Orphulella orizabae (McNeill, 1897)
- Orphulella paraguayensis (Rehn, 1906)
- Orphulella patruelis (Bolívar, 1896)
- Orphulella pelidna (Burmeister, 1838)
- Orphulella pernix Otte, 1979
- Orphulella punctata (De Geer, 1773)
- Orphulella quiroga Otte, 1979
- Orphulella scudderi (Bolívar, 1888)
- Orphulella speciosa (Scudder, 1862)
- Orphulella timida Otte, 1979
- Orphulella tolteca (Saussure, 1861)
- Orphulella trypha Otte, 1979
- Orphulella vittifrons (Walker, 1870)